# Helpdeskfraude

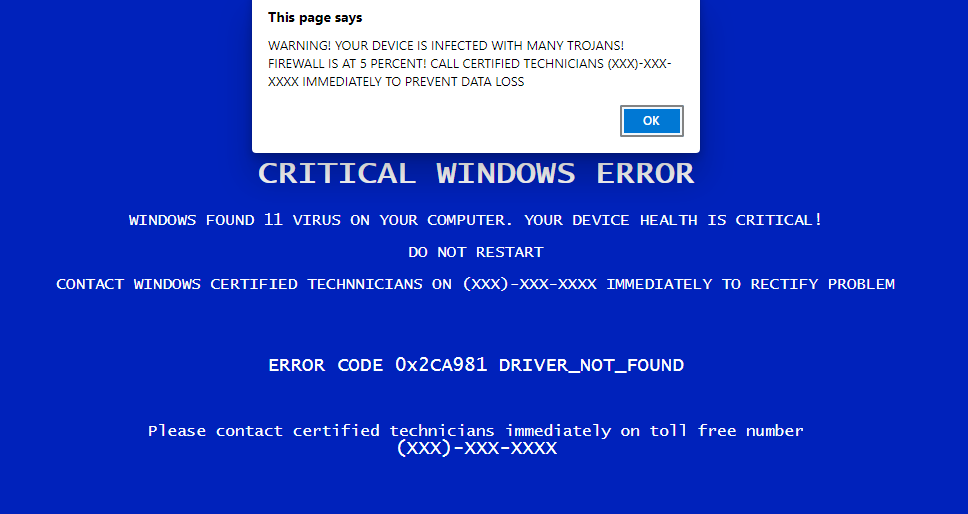
Voorbeeld van helpdeskfraude scam popup

Helpdeskfraude of tech support scam is een vorm van fraude, telefonische oplichting en computercriminaliteit waarbij er geprobeerd wordt om toegang te krijgen tot iemands computer waarna men toegang weet te verschaffen tot bijvoorbeeld internetbankieren of belangrijke documenten vergrendeld worden waarvoor losgeld wordt gevraagd.

## Methode
Het kan zijn dat het slachtoffer gezocht heeft op het internet naar een telefoonnummer van een helpdesk van een groot bedrijf en daarbij op een valse website is uitgekomen. Ook is het mogelijk dat iemand op de computer of smartphone een pop-up heeft gekregen waarin gevraagd wordt te bellen naar de helpdesk. Vaak belt echter uit het niets iemand die zich voordoet als medewerker van een helpdesk van een groot bedrijf, zoals Microsoft, Intel, Dell, Google, Ziggo, etc. Echter is het zo dat medewerkers van helpdesks nooit zelf opbellen.
Tijdens het gesprek kan de oplichter mogelijk het slachtoffer zogenaamde foutmeldingen laten zien. Deze zogenaamde foutmeldingen zijn echter normale kenmerken binnen een besturingssysteem die de oplichter gebruikt om het slachtoffer te overtuigen.
In het gesprek wordt er ook gevraagd om naar een bepaalde website te gaan en daar software te downloaden zodat de persoon aan de lijn mee kan kijken en/of op afstand het apparaat kan bedienen en het probleem kan oplossen. Het kan gaan om misbruik van legitieme software zoals AnyDesk, of specifiek kwaadaardige software (malware). Alleen al het meekijken kan desastreus zijn, bijvoorbeeld als het slachtoffer inlogt op internetbankieren, en de oplichter dan het wachtwoord kan zien, en dan geld naar zichzelf kan overmaken. Ook kunnen ze proberen om op de computer creditcardgegevens te achterhalen. Daarnaast kunnen ze net als met gijzelsoftware belangrijke bestanden versleutelen en die pas na betaling weer vrijgeven.

## Schade
In Nederland deden er in 2017 ongeveer 2000 mensen aangifte van helpdeskfraude, waarbij men voor een bedrag van bijna zes miljoen euro werd opgelicht. Bijna driekwart van de opgelichte mensen had een leeftijd van boven de vijftig. In 2017 werd er door ongeveer 1600 mensen aangifte gedaan.

## Datalekken
Datalekken kunnen helpdeskfraude in de hand werken. Wanneer er gegevens van bijvoorbeeld een helpdesk gelekt zijn, kunnen die gegevens vervolgens door oplichters gebruikt worden om op overtuigende wijze zich voor te doen als medewerker van een helpdesk en kan dan refereren aan het eerdere contact met de helpdesk.